# نهال عنبر
نهال عنبر (20 أكتوبر 1961 -)، ممثلة مصرية.

## عن حياتها
عاشت لفترة من حياتها في الولايات المتحدة الأمريكية مع عائلتها، وعادت إلى مصر لتدرس في كلية السياحة والفنادق، بدأت مشوارها الفني عندما اكتشفها المخرج شريف عرفة وقدمها في دور قصير في فيلم طيور الظلام ثم اتجهت للتلفزيون.

### حياتها الأسرية
تزوجت من عازف الأورغ «مجدي الحسيني» ثم انفصلت عنه بعد أن انجبت ابنهما «حسام». وفي عام 2020 تزوجت من رجل آخر.

## أعمالها

### في السينما
- بعد الشر :2023
- يوم 13 :2020
- قلب أسود:2018-مدام كوثر
- عمر الأزرق:2017-أم عمر
- فوبيا:2017-تيتا / د. نورال
- حسن دليفري:2016-نورهان عضوة العصابة
- نعمة:2016-خالة نعمة
- أبو العريف:2014

| - إعدام بريء:2014-زوجة اللواء خالد - المصلحة:2012-والدة حمزة ويحيي - بنتين من مصر:2010 - على جنب يا أسطى:2008-أخت مدام أميرة - 90 دقيقة:2006-والدة عادل | - جاءنا البيان التالي:2001-كاميليا مديرة المذيعين - كوكب الشرق:1999 - طيور الظلام:1995 - صيف في عز الشتاء-مروه - القرين |

### في التلفزيون
- عمر ودياب:2020
- سوق الحرير:2020
- حكايتي:2019-سوزي
- فوق السحاب:2018-أميرة الدوغري
- طلعت روحي:2018-فريال (والدة علياء) ضيفة شرف
- إزي الصحة:2017-شيرويت
- عرايس خشب:2017
- طعم الحياة:2017
- عائلة زيزو:2017
- نصيبي وقسمتك (ج2):2017-ناهد
- شاش في قطن:2017-ساندرا ح7، 8
- وضع أمني:2017-ليلى أم حسن
- نوايا بريئة:2016
- جراب حواء:2016
- الخانكة:2016-سوسن
- ولاد السيدة:2015
- مولانا العاشق:2015-الست خمرية
- قصص الآيات في القرآن:2015
- ألف ليلة وليلة:2015-والدة شهرزاد
- الحكر:2014
- الخطيئة:2014-ألفت
- صديق العمر:2014-تحية كاظم
- صاحب السعادة:2014-اللواء (وجيدة الأسيوطي)
- الركين:2013-جلجله
- هز الهلال يا سيد:2013
- القاصرات:2013-شادية
- نظرية الجوافة:2013
- العراف:2013-ليلى (أم حسام)
- ابن ليل:2012-نادرة
- حسن التنين:2012
- زي الورد:2012-فريال
- حارة خمس نجوم:2012
- بالأمر المباشر:2012-إيمان

| - أم الصابرين:2012 - هرم الست رئيسة:2012 - عريس دليفري:2011-فوزية - بنات شقية:2011 - مسيو رمضان مبروك أبو العلمين حمودة:2011 - الصيف الماضي:2010-أم نعمة - أكتوبر الآخر:2010-تقية - آخر الملوك:2010 - الفوريجي:2010-عضمة رامية بلاها - منتهى العشق:2010-اميرة الوزان - ما تخافوش:2009-نور عبد اللطيف - فتيات صغيرات:2009 - النهر والتماسيح:2009 - نساء لا تعرف الندم:2009 - الأدهم:2009-عواطف - ورق التوت:2009 - ذكريات العام القادم:2008 - أيام الرعب والحب:2008 - عرب لندن:2008-صفيّة - 7 شارع السعادة:2008-ضيف شرف - السماح:2008 - عدى النهار:2008-عديلة - يتربى في عزو:2007-د. نوال عزو - عمارة يعقوبيان:2007-كرستين - نادي القلوب الجريحة:2007 - ساعة عصاري:2007 - أولاد الغالي:2006 - الإمام المراغي:2006-عائشة - سكة الهلالي:2006-هناء عبد الفضيل - المطعم شي توتو:2006 | - القاهره ترحب بكم:2006 - مباراة زوجية:2006-فريال عرفان - على باب مصر:2006-شجرة الدر - الظاهر بيبرس:2005-أم آشتي - الست أصيلة:2005-سارة - المنادي:2005-زوجة المنادي - سوق الزلط:2005 - مبروك جالك قلق:2005-بسمه - علي جناح التبريزي:2005 - مصر الجديدة:2004-أم هدى شعراوي - أصحاب المقام الرفيع:2004 - عباس الأبيض في اليوم الأسود:2004-ناهد - بنت أفندينا:2004 - المهنة طبيب:2004 - حكاوي طرح البحر:2004 - نجمة الجماهير:2003 - أبيض x أبيض:2003-فاطمة - الليل وآخره:2003-فاطمة - شمس يوم جديد:2003-فردوس - الحقيقة والسراب:2003-ماجدة - بيت من قطعتين:2003 - عائلة عابدين:2003 - فارس الرومانسية:2003-والدة يوف السباعي - ثورة الحريم:2003 - إنسى اللي فات يا فرحات:2002-ريهام - العصيان (ج1، 2):2002، 2003-الفت الحوتي - الخبيئة:2002 - الخريف لن يأتي أبدًا:2002 - أين قلبي:2002-نادية فخري - ضبط وإحضار:2001-هالة زوجة حسام | - سوق العصر:2001-سميحة - العائلة والناس:2000-سميحة - حروف النصب:2000-عايدة (زوجة رفقي) / ضيفة الشرف - همسات:2000 - السفينة والربان:2000 - تدابير الدنيا:2000 - أستاذي الجليل رفقا بنا:2000 - يا رجال العالم اتحدوا:2000-منيرة - الفجالة:2000-نادية - بدارة:1999-فيفي - نور القمر:1999 - افتح قلبك:1999 - لما التعلب فات:1999 - حكاية جواز عرندس:1998 - الحساب:1998 - لعبة الحياة (وداعا أيها الأمل):1998 - أوراق من المجهول:1998-علا - المجهول:1998-خضرة - الأب:1998 - امرأة من زمن الحب:1998-أميرة - سنوات الشقاء والحب:1998 - أوراق مصرية (ج1، 2):1998، 2002-حكمت هانم - ومنين أجيب ناس:1998 - هوانم جاردن سيتي (ج1، 2):1997، 1998-فاتيما - عباسية واحد:1997-سعاد - ألف ليلة وليلة: فضل الله ووردانه:1996-الملكة سهايا - إمراة مختلفة (صواريخ حريمي):1996 - أيام الغربة:1996 - البيوت أسرار:1996 - المرأة أصلها نمر - عباس الابيض في اليوم الاسود 2004. |

| - منحوس مع مرتبة الشرف:2010-زينب - أنا والحبيب:2010 - لو بتعزه:2006 - سيدة أعمال | - زقاق المدق:2021 - العيال رجعت:2018-سوسو السكري (بعد اعتذار نادية شكري) - العيال تكسب:2016 - أبو جزمة بنفسجي:2015 - هي في حياة الرسول:2012 - الحادثه اللي جرت:2010 - مراتي زعيمة عصابة:2008 - يا غولة عينك حمرا:2004 | - قصص النساء في القرآن:2013-أليصابات - لا تخرجوا آدم من الجنة:2002-ماري - دفتر مواعيد:1999 - البراءة (الحلم وأشياء أخرى):1998 - المتزوجون في التاريخ:1993-ضيفة شرف - آه من الزوجات-منى - الزهور تملأ الحديقة - مدرسة عمو فؤاد - عمو فؤاد والكمبيوتر |

## وصلات خارجية
- نهال عنبر على موقع IMDb (الإنجليزية)
- نهال عنبر على موقع الدهليز
- نهال عنبر على موقع قاعدة بيانات الأفلام العربية